# ملکه ماکسیمای هلند
ملکه ماکسیما (به هلندی: Máxima) (متولد ۱۷ مه ۱۹۷۱) همسر ویلم-الکساندر هلند و ملکهٔ آن کشور است.
بئاتریکس هلند در تاریخ ۳۰ آوریل ۲۰‍۱۳ به نفع پسرش از سلطنت کناره‌گیری کرد و ماکسیما بعد از ۷۹ سال پس از درگذشت ملکه اِما نخستین ملکه به عنوان همسر پادشاه هلند است. دختر ماکسیما، شاهدخت کاتارینا آمالیا، ولیعهد تاج و تخت است.